# Рипалта (Анкона)
Рипалта (итал. Ripalta) насеље је у Италији у округу Анкона, региону Марке.
Према процени из 2011. у насељу је живело 62 становника. Насеље се налази на надморској висини од 268 м.